# Folket i ton
Folket i ton var en svensk musikgrupp från Kalix.
Folket i ton bildades 1970 i samband med demonstrationer mot Vietnamkriget. Gruppen, vars musik var folkmusikinspirerad med vänsterpolitiska texter, medverkade på Norrbottensplattan volym 2, utgiven av skivbolaget Manifest i Luleå 1978. Därefter utgavs det egna musikalbumet Det spirar en upprorets blomma (1979, Kalmungeforsens brus KB 81-1).

## Gruppmedlemmar
Medlemmar var Brigitte Bergström (sång, flöjt, percussion), Stefan Bäckström (dragspel, sång), Bo Goding (sång, gitarr), Inger Johansson (sång, keyboards, bas, mandolin), Ulf Johansson (fiol), Marie Larsson (sång), Arne Lindwall (sång, gitarr, bas), Eva Lundbäck (sång), Anita Olsson (sång), Margareta Rönnbäck (sång), Margit Schiött (sång, fiol, mandolin) och Berndt Selberg (sång, gitarr, percussion).